# Johann Philipp Gabler
Johann Philipp Gabler (Francoforte, 4 giugno 1753 – Jena, 17 febbraio 1826) è stato un teologo protestante tedesco, della scuola di Johann Jakob Griesbach e Johann Gottfried Eichhorn.
Nel 1772 entrò all'Università di Jena come studente di teologia e, quando nel 1776 fu sul punto di abbandonare l'Università, l'arrivo di Griesbach gli ispirò un rinnovato entusiasmo per gli studi. Dopo essere stato "ripetitore" nell'Università di Gottinga e insegnante della scuola pubblica di Dortmund e di Altdorf, ottenne la nomina di secondo professore di teologia nell'Università di Altdorf nel 1785, e fu professore ordinario a Jena nel 1804, succedendo a Griesbach nel 1812.
Ad Altdorf, Gabler pubblicò (1791-1793) una nuova edizione, con introduzione e note della Urgeschichte di Eichhorn, seguita, due anni dopo, dal supplemento Neuer Versuch uber die mosaische Schopfungsgeschichte. Scrisse anche numerosi saggi di studi biblici.
Dal 1798 al 1800 fu editore del Neuestes theologisches Journal, dapprima insieme con K.A. Hänlein (1762-1829), Christoph Friedrich von Ammon (1766-1850) e Heinrich Eberhard Gottlob Paulus, dal 1801 al 1804 del Journal für theologische Litteratur; e infine, dal 1805 al 1811 del Journal für auserlesene theologische Litteratur.